# Galaxea cryptoramosa
Galaxea cryptoramosa är en korallart som beskrevs av Fenner och Veron 2002. Galaxea cryptoramosa ingår i släktet Galaxea och familjen Oculinidae. IUCN kategoriserar arten globalt som sårbar. Inga underarter finns listade i Catalogue of Life.